# Ферв'ю (Монтана)
Ферв'ю (англ. Fairview) — місто (англ. town) в США, в окрузі Ричленд штату Монтана. Населення — 896 осіб (2020).

## Географія
Ферв'ю розташований за координатами 47°51′4″ пн. ш. 104°3′2″ зх. д. / 47.85111° пн. ш. 104.05056° зх. д. (47.851080, -104.050683).  За даними Бюро перепису населення США в 2010 році місто мало площу 2,51 км², уся площа — суходіл. В 2017 році площа становила 2,07 км², уся площа — суходіл.

## Демографія
Згідно з переписом 2010 року, у місті мешкало 840 осіб у 354 домогосподарствах у складі 217 родин. Густота населення становила 335 осіб/км².  Було 383 помешкання (153/км²).
Расовий склад населення:
| - 95,5 % — білих - 1,7 % — корінних американців - 0,2 % — чорних або афроамериканців - 1,4 % — осіб інших рас |

До двох чи більше рас належало 1,2 %. Частка іспаномовних становила 3,3 % від усіх жителів.
За віковим діапазоном населення розподілялося таким чином: 26,7 % — особи молодші 18 років, 58,2 % — особи у віці 18—64 років, 15,1 % — особи у віці 65 років та старші. Медіана віку мешканця становила 37,8 року. На 100 осіб жіночої статі у місті припадало 105,9 чоловіків;  на 100 жінок у віці від 18 років та старших — 103,3 чоловіків також старших 18 років.
Середній дохід на одне домашнє господарство  становив 56 199 доларів США (медіана — 49 250), а середній дохід на одну сім'ю — 71 807 доларів (медіана — 60 750). Медіана доходів становила 50 972 долари для чоловіків та 30 655 доларів для жінок. За межею бідності перебувало 19,4 % осіб, у тому числі 45,8 % дітей у віці до 18 років та 11,9 % осіб у віці 65 років та старших.
Цивільне працевлаштоване населення становило 411 осіб. Основні галузі зайнятості: сільське господарство, лісництво, риболовля — 27,0 %, роздрібна торгівля — 13,9 %, освіта, охорона здоров'я та соціальна допомога — 12,9 %, мистецтво, розваги та відпочинок — 12,7 %.